# Mercedes-Benz M02
Il Mercedes-Benz M02 (o Daimler-Benz M02) è stato un motore a scoppio prodotto dal 1926 al 1933 dalla Casa automobilistica tedesca Daimler-Benz per il suo marchio automobilistico Mercedes-Benz.

## Caratteristiche
L'importanza di questo motore sta nel fatto che si tratta del primo motore nella storia montato su una Mercedes-Benz di serie. Il neonato marchio esordisce già con un motore di tutto rispetto, dal layout a 6 cilindri, una configurazione che allora come oggigiorno è appannaggio di vetture di un certo prestigio, sebbene non di lusso. Tale motore verrà prodotto per circa un decennio.

Di seguito vengono riportate le caratteristiche di questo motore:
- architettura a 6 cilindri in linea;
- monoblocco e testata in ghisa;
- monoblocco di tipo sottoquadro;
- alesaggio e corsa: 65x100 mm;
- cilindrata: 1991 cm³;
- distribuzione a valvole laterali con asse a camme nel basamento;
- alimentazione a carburatore;
- rapporto di compressione: 5:1, 5.6:1 o 6.2:1, a seconda delle applicazioni;
- potenza massima: 38 CV a 3400 giri/min;
- applicazioni: 
  - Mercedes-Benz 8/38 PS (1926-28);
  - Mercedes-Benz L 3/4 Lieferwagen (1927-28);
  - Mercedes-Benz Typ 200 Stuttgart (1928-33).

Questo motore verrà sostituito nel 1933 dal motore M21.